# Coates Rocks
Die Coates Rocks sind eine Felsformation im ostantarktischen Viktorialand. Auf der Südseite der Freyberg Mountains ragen sie im nordwestlichen Teil des Evans-Firnfelds auf.
Der United States Geological Survey kartierte sie anhand eigener Vermessungen und Luftaufnahmen der United States Navy aus den Jahren von 1960 bis 1964. Das Advisory Committee on Antarctic Names benannte sie 1969 nach Donald A. Coates, Geologe des United States Antarctic Research Program auf der Hallett-Station von 1964 bis 1965 und auf der McMurdo-Station von 1966 bis 1967.